# Aschkenasische Synagoge (Istanbul)

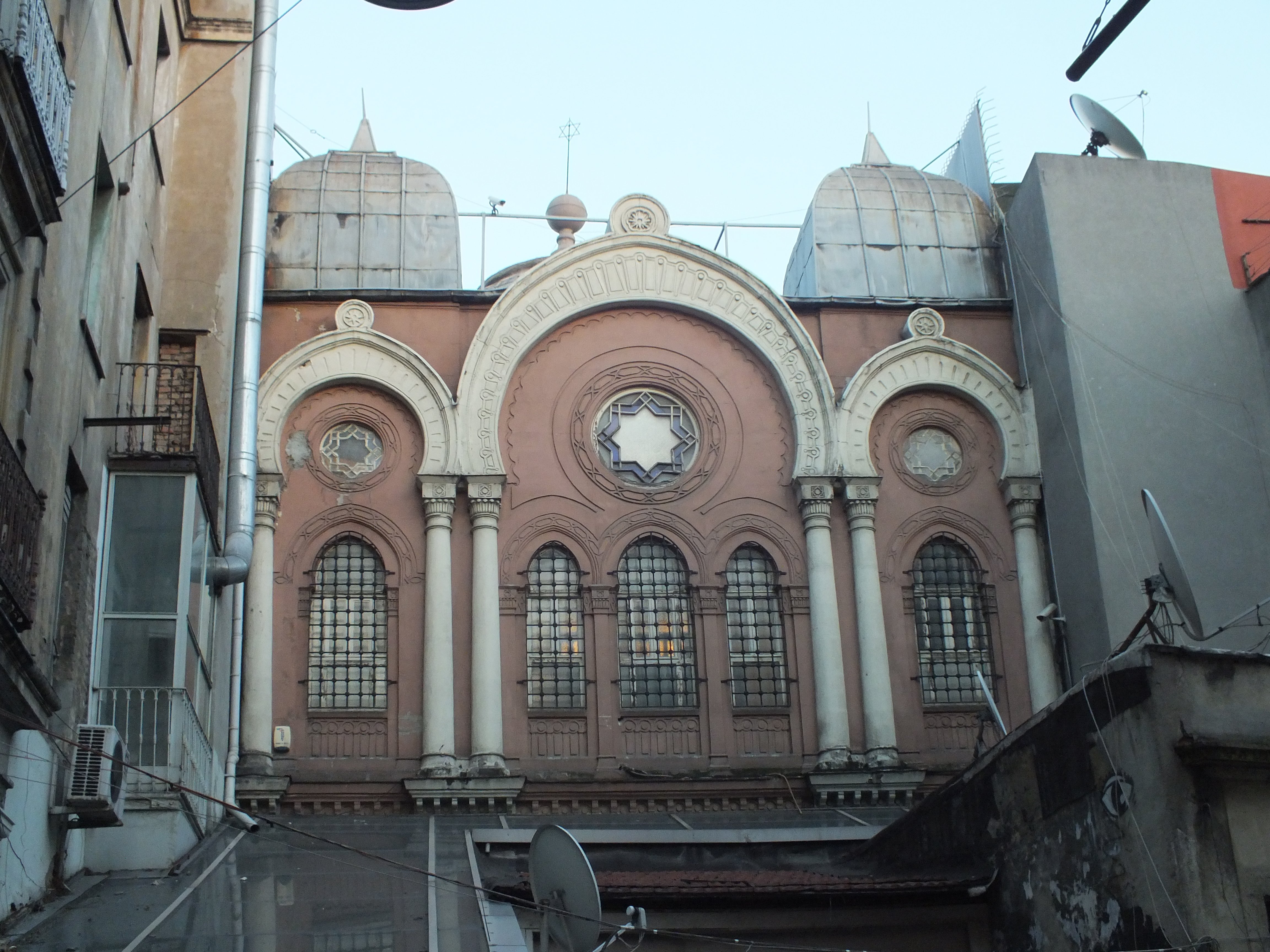
Außenansicht

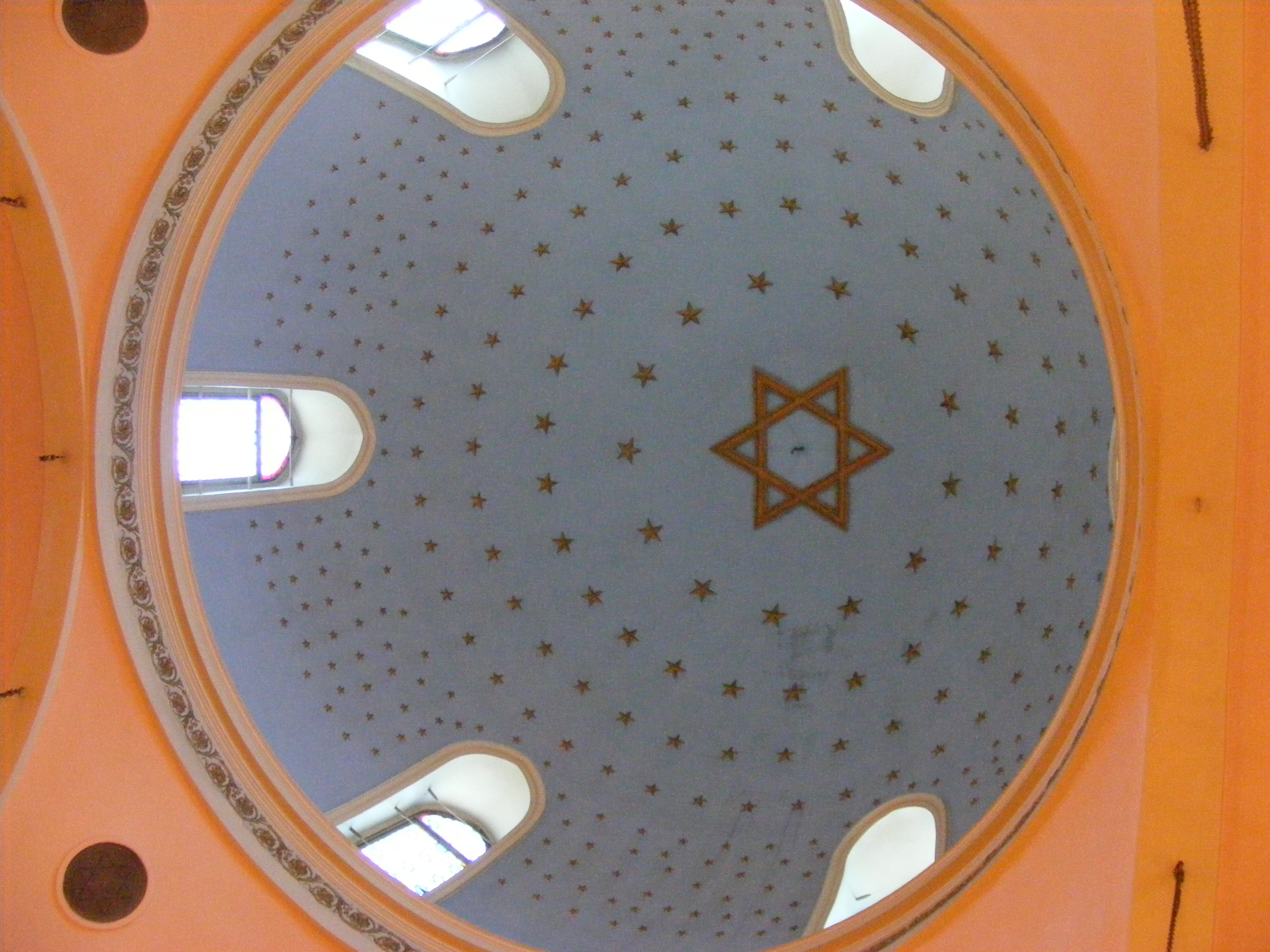
Kuppel

Die Aschkenasische Synagoge ist eine aschkenasische Synagoge nahe dem Galata-Turm in der Nachbarschaft Karaköy von Pera (heute Beyoğlu in Istanbul in der Türkei). Der Toraschrein mitsamt der Bima und Ner Tamid ist bis heute erhalten. Im Toraschrein befinden sich noch zahlreiche Torarollen.

## Geschichte
An Stelle einer schon 1866 errichteten Synagoge wurde von deutschsprachigen aschkenasischen Juden österreichischer Herkunft eine neue Synagoge errichtet, die im September 1900 eröffnet wurde. Sie ist heute die letzte noch aktive von drei verbliebenen Synagogen, die von aschkenasischen Juden errichtet wurden, da Aschkenasim nur vier Prozent der türkischen Juden ausmachen. Synagogenbesuche können wochentags jeden Morgen gemacht werden.
In der Synagoge finden Hochzeiten, Bar Mizwas und andere religiöse Zeremonien in der aschkenasischen Tradition statt. Der Rabbiner David Marcus, der auch die Jüdische Schule Bene Berit gründete, war bis zu seinem Tod 1938 im Amt. Mendy Chitrik ist seit 2003 Rabbiner der aschkenasischen Gemeinde.